# Elephantomyia (Elephantomyodes) angusticellula
Elephantomyia (Elephantomyodes) angusticellula is een tweevleugelige uit de familie steltmuggen (Limoniidae). De soort komt voor in het Oriëntaals gebied.